# Begonia gigaphylla
Espèce
Synonymes
- Begonia gigaphylla[2]
- Begonia liuyanii (préféré par NCBI)[2]

Begonia gigaphylla est une espèce de plantes de la famille des Begoniaceae.
Elle a été décrite en 2005 par Yu Min Shui et Wen Hong Chen.